# Lachaux
Lachaux é uma comuna francesa na região administrativa de Auvérnia-Ródano-Alpes, no departamento Puy-de-Dôme. Estende-se por uma área de 22,77 km². Em 2010 a comuna tinha 282 habitantes (densidade: 12,4 hab./km²).
Esta gruta foi encontrada por acaso por um grupo de 4 amigos que perderam o seu cão. Demoraram cerca de 4 semanas para verem a gruta inteira.